# Giovanni Greselin
Giovanni Greselin (Schio, 7 novembre 1920 – Tivoli, 25 aprile 1991) è stato un calciatore italiano, di ruolo terzino.

## Carriera
Ha giocato con il Vicenza dal 1939 al 1943, disputando 35 partite tra Serie A, Serie B e Serie C.
Veste poi la casacca della Juve Stabia per sei anni.
Nella stagione 1951-1952 passa alla Ilva Bagnolese, militante in IV Serie per poi terminare la sua carriera calcistica al Rovigliano.

## Palmarès
- Campionato italiano di Serie B: 1

Vicenza: 1941-1942
- Campionato italiano Serie C: 2

Vicenza: 1939-1940
Stabia: 1950-1951